# Krystine Kryttre
Krystine Kryttre, née en 1958 est une auteure de comics underground.

## Biographie
Krystine Kryttre naît en 1958 à San Francisco. Alors qu'elle est encore enfant, ses parents déménagent dans la banlieue de la ville mais lorsqu'elle est adulte elle y revient et se lance dans l'écriture de comics underground. Ses premiers dessins sont publiés dans un journal punk local. Après sa rencontre avec Eric Gilbert qui travaille pour l'éditeur indépendant Last Gasp elle entre en contact avec d'autres artistes féminines underground comme Trina Robbins,  Lee Binswanger et Dori Seda. Cela lui permet d'être publiée dans des comix tels que Weirdo, Wimmen's Comix, Cannibal Romance ou le magazine français Viper. À partir de 1996 elle travaille pour le comics Snake Eyes publié par Fantagraphics. En 1990, une de ses histoires est publiée dans l'anthologie Comix 2000.